# Wernfried Köffler
Wernfried Köffler (* 26. Oktober 1942 in Graz) ist ein Österreichischer Botschafter iR, Diplomat und Autor. Tätig war er in politischen Abteilungen des Österreichischen Außenministeriums in Wien. Auf Auslandsposten in Washington, New York (VN), New Delhi, Caracas, Genf (VN), München, Riga. Experte für Abrüstung, Rüstungskontrolle sowie für die Nicht-Verbreitung von Massenvernichtungswaffen.

## Leben
Nach Absolvierung der Matura und des High School Diploma in den USA/Kalifornien studierte er Rechts-, Politik- und Wirtschaftswissenschaften in Graz, Paris (Sciences Po) und York.
Wernfried Köffler war als Forscher am Österreichischen Institut für Wirtschaftsforschung in Wien tätig und wurde am 1. April 1968 ins Außenministerium aufgenommen.
Außerdem ist Köffler als Autor von Sachbüchern und Romanen in deutscher und französischer Sprache tätig. Da er nie einer politischen Partei oder politischen Verbindung angehört hat, kann er als Autor Unabhängigkeit und Freiheit pflegen. Ein Anklang einer Neigung kommt in seinem privaten Briefwechsel mit Carlos Kleiber zum Ausdruck. Darin bezeichnen sich beide als Bakunin und Kropotkin.
Heute lebt er mit seiner Frau Margit, mit der er in beinahe fünfzig Jahren Ehe alle Posten im In- und Ausland gemeinsam bewältigte, in Frankreich, in der Stadt Hyères Les Palmiers, deren Ehrenbürger er seit 2018 ist. Margit und Wernfried Köffler haben eine Tochter und zwei Söhne.

## Multilaterale Diplomatie
Wernfried Köffler war Delegationsleiter in internationalen Verhandlungen über Abrüstungs- und Rüstungskontrollverträge betreffend Chemiewaffen, Biologiewaffen, Anti-Personenminen, Streumunition, Ballistische Raketen sowie Mitglied der Beratergruppe über Ballistische Raketen des Generalsekretärs der Vereinten Nationen.
In seinen Erklärungen im Plenum der Überprüfungskonferenzen des Atomsperrvertrages 2000 und 2005 forderte er eine Welt frei von Atomwaffen. Zudem leitete er Initiativen zur Ansiedlung internationaler Organisationen und Konferenzen in Wien ein. Die Sekretariate des Wassenaar Abkommens zur Kontrolle konventioneller Waffen und des Haager Kodex zur Kontrolle ballistischer Raketen haben daraufhin ihren Amtssitz in Wien genommen. Über Beschluss der Generalversammlung der Vereinten Nationen findet eine der Vorbereitungskonferenzen zur fünfjährigen Überprüfungskonferenz des Atomsperrvertrages nunmehr auch in Wien, dem Sitz der Internationalen Atomenergie Agentur, statt.
Gemeinsam mit Japan OECD Prüfer der Entwicklungszusammenarbeit Dänemarks, Kopenhagen.
Ausübung des Österreichischen EU-Ratsvorsitzes in München, 1998 und Riga, 2006 (jeweils sechs Monate).

### Menschenrechte
Zur Zeit der Militärjunta in Argentinien veranlasste W. Köffler, als Verantwortlicher der Amerika/Lateinamerika Abteilung, den Einsatz zur Rettung dreier Kinder eines Regimegegners. Mit Hilfe des österreichischen Botschafters in Buenos Aires sind die Kinder nach Wien ausgeflogen worden. Soweit feststellbar, gilt dieser Akt in der österreichischen Menschenrechts-Politik als einzige Rettungsaktion ausländischer Staatsbürger dieser Art. Der Vater der Kinder, Adolfo Pérez Esquivel, später Träger des Friedensnobelpreises, bedankt sich im Vorwort zum Buch „Le poète et le diplomate“ für diese Aktion.
Ich persönlich kann bezeugen, dass die Repräsentanten gewisser Botschaften auf diskrete Art und Weise dazu beigetragen haben, Leben zu retten, einschließlich dem Leben meiner Kinder, die damals zur Zeit der Militärdiktatur aus Argentinien gerettet und nach Wien gebracht wurden.
Dies sind stille und mutige Taten, die das Leben verteidigen und deshalb möchten meine Familie und ich dem österreichischen Botschafter, [...] Wernfried Koeffler, unseren Dank für die Rettung unserer drei kleinen Kinder aussprechen. (Übers. d. Verf.)
"Puedo dar testimonio de algunas embajadas donde sus embajadores han contribuido silenciosamente a salvar vidas, entre ellas la de mis hijos que fueron protegidos y sacados de la Argentina, que se encontraba bajo la dictatura militar, hasta llegar a Viena.

Son actos silenciosos y de coraje en defensa de la vida y quiero expresarle al embajador de Austria, uno de los autores del libro, Wernfried Koeffler mi agradecimiento y de mi familia, al haber salvado a mis tres pequeños hijos."

## Kunst und Karitatives
Zu Wohltätigkeitszwecken veranstaltete Wernfried Köffler drei Solo Konzerte, jeweils mit der Geigerin Anne-Sophie Mutter, die sich hierfür zur Verfügung gestellt hat.
- Konzert für SOS-Kinderdorf in Salzburg (Mozarteum), 1996
- Konzert für Opfer von Anti-Personenminen, Wien (Musikverein, Goldener Saal), 2003
- Konzert für SOS-Kinderdorf Lettland in Riga (Staatsoper), 2006

## Lehr- und Vortragstätigkeit
In der Stadt Hyères Les Palmiers leitete Köffler von 2011 bis 2018 im Rahmen der Université Libre ein „Atelier d'actualité internationale“. Er hielt Vorträge über Diplomatie und internationale Politik in der Region PACA (Provence, Alpes, Côte d’Azur) und in Paris (Radio France Musique).
Außerdem unterrichtete Köffler an den Rudolf-Steiner-Schulen in Salzburg, Wien-Pötzleinsdorf und New York/Manhattan.

## Sport
Wernfried Köffler war Mitglied und Spieler des Delhi Polo Club und Teilnehmer an den Internationalen Militärskimeisterschaften der deutschen Bundeswehr, Disziplin Biathlon, Ruhpolding.
Später absolvierte er eine Yoga Ausbildung im Birla Mandir Tempel, New Delhi.

## Veröffentlichungen
- «Grenzüberschreitender Verkehr mit strategischen Gütern», mit anderen. Verlag Österreich, Juristische Schriftenreihe, 1994.
- «Le poète et le diplomate», mit JL Pouliquen, L'Harmattan, Paris, 2011. Vorwort Adolfo Perez Esquivel[3]
- Roman-Trilogie (verfasst unter dem Pseudonym Paul Manar). e-publi, Berlin, 2023.
  - «Neuzeit, Weltlauf in Aufruhr»
  - «Freizeit, Handbuch für Ausbrecher»
  - «Bestzeit, Du musst dein Denken ändern»
- «Zikaden zirpen in Odessa», Epos von zwei Jahren Krieg, von Paul Manar, e-publi, Berlin, 24. Februar 2024.